# Jódtelep
Jódtelep (románul: Iod), falu Romániában, Maros megyében.

## Története
Ratosnya község része. A trianoni békeszerződésig Maros-Torda vármegye Régeni felső járásához tartozott.
Jódtelep kicsiny magyar többségű település Ratosnya szélénél. Nevét a Jód patakról kapta, a jó = folyó ősi magyar szó, a "d" a régi magyar birtokos rag. A Jód patak mellett jó minőségű kavics út visz fel a Görgényi Havasokba.

## Népessége
2002-ben 376 lakosa volt, ebből 264 magyar, 110 román és 2 cigány nemzetiségű.

## Vallások
A falu lakói közül 101-en ortodox, 7-en görögkatolikus, 48-an római katolikus, 216-an református hitűek és 4 fő egyéb vallású.

## Látnivalók
- Református templomát és a hozzátartozó parokiális komplexumot Debreczeni László tervezte 1931-ben.[2]